# 여우이루역
여우이루역(중국어: 友谊路站)은 상하이 바오산구 퉁지로·여우이로에 위치한 상하이 지하철 3호선의 고가 상대식역이다.

## 역 구조
| 2 | 상대식 승강장, 오른쪽 출입문이 열림 | 상대식 승강장, 오른쪽 출입문이 열림             |
| 2 | ←                                   | ■3호선 상하이 남역 방면 （바오양루）            |
| 2 | →                                   | ■3호선 장양베이루 방면 （톄리루）               |
| 2 | 상대식 승강장, 오른쪽 출입문이 열림 |                                                 |
| 1 | 대합실                              | 1번 출구, 개집표기, 자동매표기, 유인 안내데스크 |

## 출구
|          |                                           |      |  |
| 출구     | 지시                                      | 사진 |  |
| 1번 출구 | 퉁지로(同济路) 서측, 여우이로友谊路) 북측 |      |  |

## 연결 교통
159, 160, 952B, 쑹뤄 전용선(淞罗专线), 쑹자선(淞嘉线), 쑹자 전용선(淞嘉专线)